# António Ginestal Machado

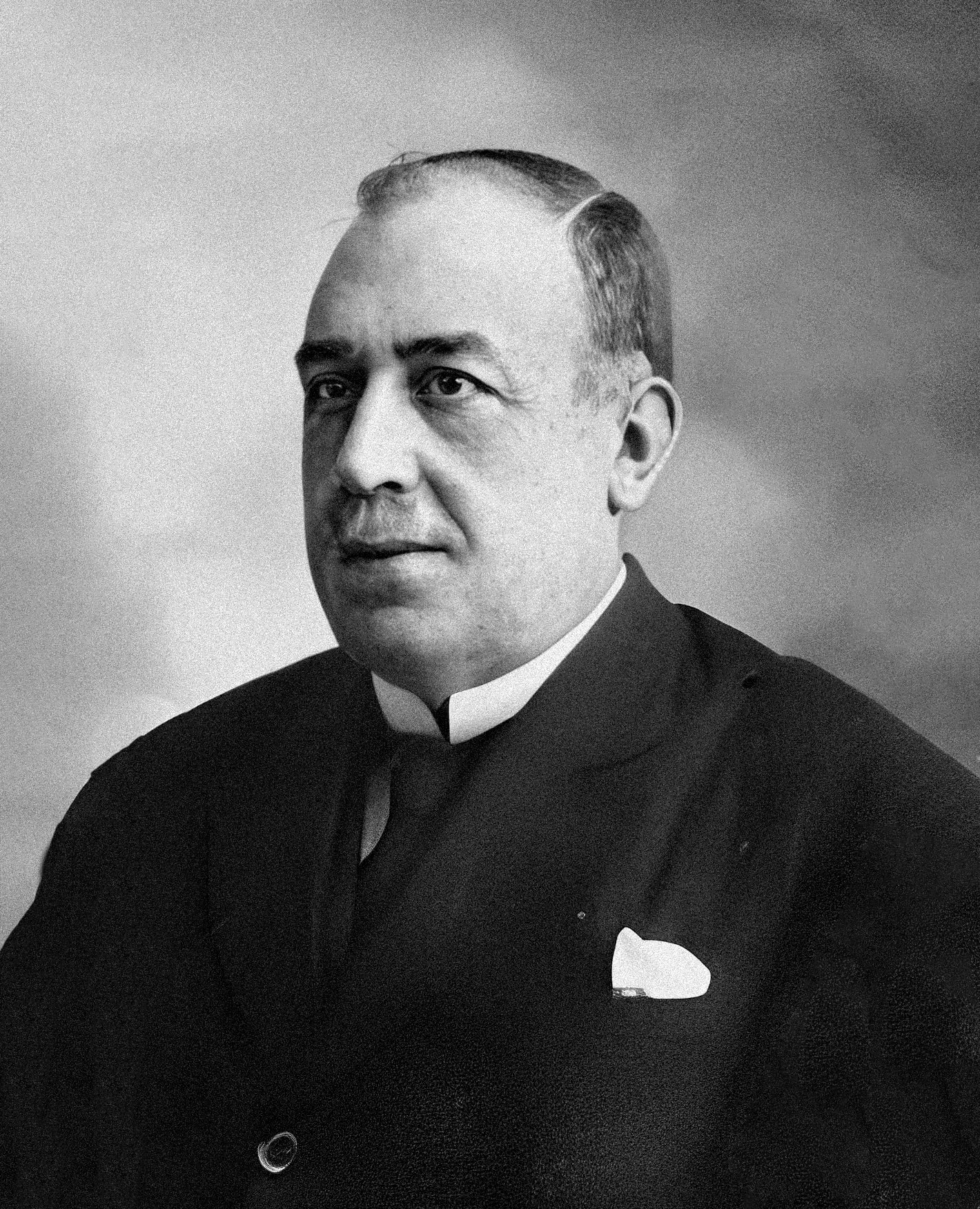
António Ginestal Machado

António Ginestal Machado (* 3. Mai 1874 in Almeida; † 28. Juni 1940 in Santarém) war ein portugiesischer Gymnasialprofessor, Politiker und Premierminister (Presidente do Conselho de Ministros) während der Ersten Republik.

## Leben

### Studium und berufliche Laufbahn
Nach dem Besuch der Sekundarschule „Liceu Central da Guarda“ (heute: Liceu Nacional da Guarda) begann er in Lissabon 1892 eine Ausbildung an der Marineschule, sowie zugleich ein Studium der Literaturwissenschaft, dem fakultätsstiftenden „Fortgeschrittenen Kurse für Literaturwissenschaft“ (Curso Superior de Letras). Nach dem Abschluss des Studiums erhielt er 1897 die Zulassung als Gymnasialprofessor, absolvierte jedoch zunächst weiter höheren Dienst in der Armada, da er keine Einstellung als Lehrer erwerben konnte. Darüber hinaus absolvierte er ein Studium der Rechtswissenschaften an der prestigeträchtigen Universität Coimbra.
1898 wurde er dann nach dem Ausscheiden aus der Marine zum Gymnasialprofessor für Geschichte und Geographie an der High School von Angra do Heroísmo auf der Azoreninsel Terceira. 1904 wechselte er dann als Professor für Geschichte und Geographie an das Nationalgymnasium (Liceu Nacional) von Santarém.

### Politische Laufbahn
Seine politische Laufbahn begann er 1909 zunächst mit der Wahl zum Präsidenten des Gemeinderates (Junta) von Santarém. Im Zuge der Wirren vor der Gründung der Ersten Republik am 6. Oktober 1910 wurde er darauf folgenden Jahr dann Kommandeur der Revolutionsbewegung von Santarém.
1911 erfolgte seine Ernennung zum Regierungskommissar der Eisenbahngesellschaft (Companhia dos Caminhos de Ferro Portugueses).

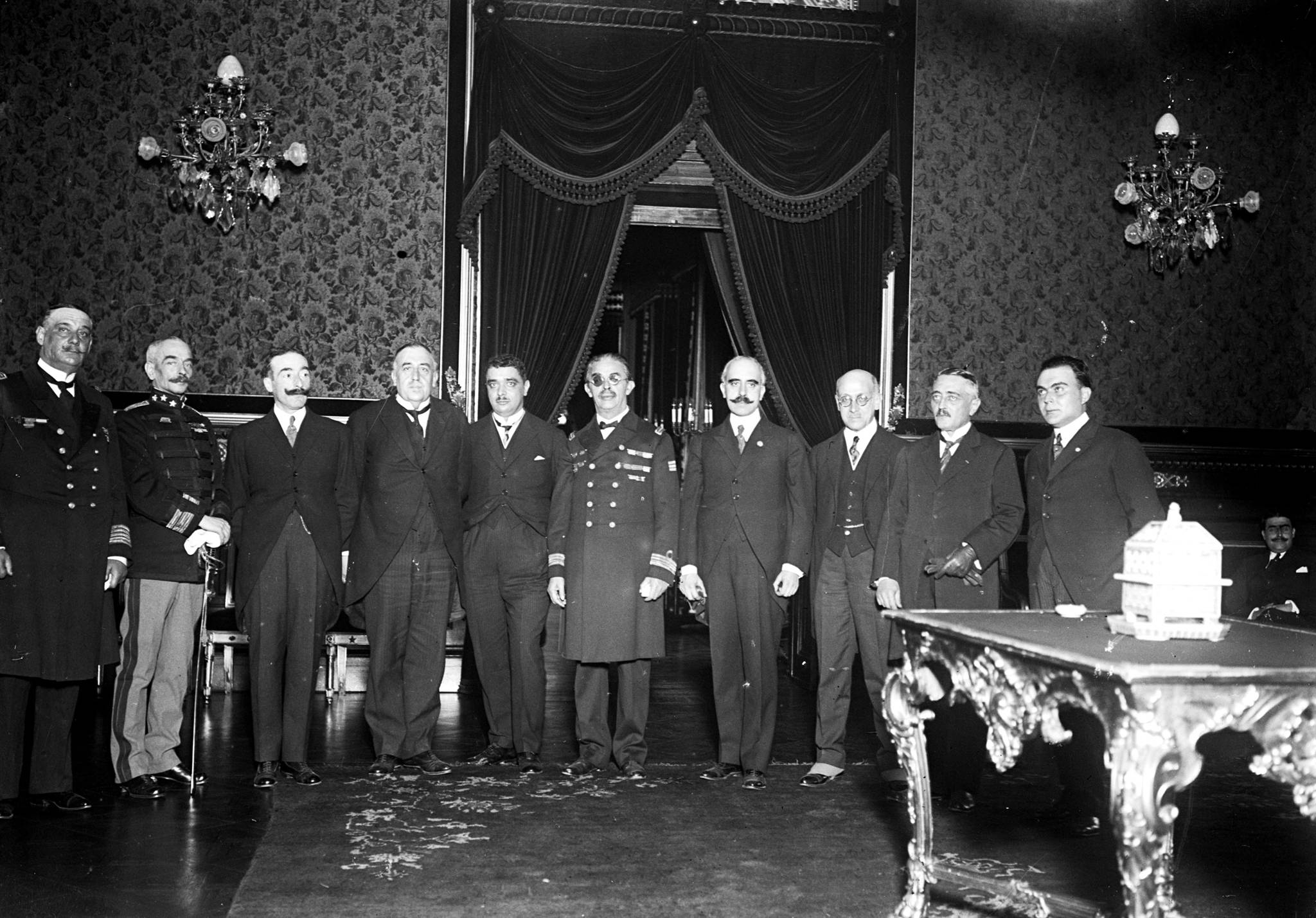
Amtsantritt der Regierung unter Premierminister António Ginestal Machado am 15. November 1923

Im Laufe seiner politischen Laufbahn, die überwiegend von einem moderaten Republikanismus geprägt war, war er zunächst Mitglied der im Februar 1912 von Brito Camacho gegründeten Partido Unionista, die sich nach dem Zusammenschluss mit der Partido Republicano Evolucionista im Oktober 1919 in Partido Liberal Republicano umbenannte. 1914 gehörte er dem Vorstand der Partido Unionista an sowie später dem der Partido Nacional Republicano.
1919 erfolgte dann seine Wahl zum Deputierten des Parlaments (Assembleia da República), wo er bis Mai 1926 die Interessen des Wahlkreises Santarém vertrat. Am 23. Mai 1921 wurde er von Premierminister Tomé José de Barros Queirós zum Minister für öffentlichen Unterricht in dessen Kabinett berufen, dem er dann bis zum 30. August 1921 angehörte. Das Amt des Unterrichtsminister hatte er danach auch im Kabinett von António Joaquim Granjo bis zum 19. Oktober 1921 inne. Vom 8. bis 19. Oktober 1921 war er zudem Außenminister Portugals.
Am 15. November 1923 wurde er dann als Nachfolger von António Maria da Silva selbst Premierminister (Presidente do Conselho de Ministros) einer Minderheitsregierung bis zum 14. Dezember 1923. Zugleich übernahm er auch das Amt des Innenministers. Eigentlicher starker Mann seiner Regierung war jedoch Kriegsminister António Óscar de Fragoso Carmona, der spätere langjährige Präsident Portugals.
Nach der Revolution vom 28. Mai 1926 zog er sich nach seinem Ausscheiden aus dem Parlament und dem Vorstand der Partido Nacional Republicano aus dem politischen Leben zurück und war wieder bis 1931 als Professor am Nationalgymnasium von Santarém tätig.
Am 2. April 1987 wurde das Gymnasium von Santarém nach ihm in „Escola Secundária Dr. Ginestal Machado“ umbenannt.